# Rodolfo Rabanal
Rodolfo Oscar Rabanal (Buenos Aires, Argentina, 15 de juny de 1940 – Punta del Este, Uruguai, 2 de novembre de 2020) fou un escriptor, periodista, traductor i guionista de cinema argentí.
A més de novel·lista, assagista i escriptor de contes, també ha exercit com a corresponsal, cap de redacció i columnista, principalment en La Nación de Buenos Aires, entre altres mitjans gràfics, com els diaris La Opinión i darrerament Página/12 També va exercir aquesta professió en revistes com Primera Plana, Panorama, La Semana i El Periodista. Després del seu debut amb El apartado el 1975, va obtenir gran repercussió amb la seva següent novel·la Un día perfecto de 1978, convertida en best-seller. Més endavant publicà En otra parte (1981). Altres novel·les que seguiren a aquestes foren "El pasajero", "El factor sentimental", "La vida brillante", "Encuentro en Marruecos" i es col·leccions de contes "No vayas a Génova en invierno" i "Los peligros de la dicha".
També va fer incursions com a guionista de cinema amb el film "Gombrowicz, o la seducción", dirigit per Alberto Fischerman.
A finals dels anys setanta, amb la dictadura militar al país, quan va obtenir la beca Fulbright, per participar en el Taller Internacional d'Escriptors de la Universitat d'Iowa i va acabar la novel·la "En otra parte", considerat el primer llibre a l'exili, Rabanal es va traslladar als Estats Units. Va tornar per un temps, però ben aviat va sortir cap a França, on va treballar com a periodista i, igual que Julio Cortázar, també com a traductor a la Unesco. El 1984 va ser subsecretari de Cultura durant la presidència de Raúl Alfonsín. A París va ser traductor de la UNESCO i va treballar per al Ministeri de Cultura que dirigia Jack Lang. Va obtenir, també, el Premi Municipal de Novel·la el 1995, el premi del Club dels 13, el 1997 i el 1998, el premi del Pen Club Argentí a la Millor novel·la de l'any per Cita en Marruecos. Es va radicar posteriorment a Uruguai, a Punta del Este, on va romandre fins a la seva mort, malgrat mantenir un fluid contacte amb l'Argentina, on va seguir publicant les seves obres i les seves notes periodístiques. La seva obra ha estat traduïda al francès, l'anglès i el polonès. L'any 2010 i en el marc de les celebracions del Bicentenari fou distingit com una de les 200 personalitats que més van aportar a la cultura de país. Les seves últimes publicacions han estat La vida privada, (2011) i La vida escrita, (2014).
Va tornar a l'Argentina amb la reinstauració de la democràcia i va prosseguir publicant successivament El Pasajero de 1984, No vayas a Gènova en invierno i El factor sentimental, totes dues el 1988, Los peligros de la dicha, i la que molts consideren la seva obra més destacada, La vida brillante de l993, per la qual va rebre el Premi Municipal de Literatura. El 1988 va rebre la beca Guggenheim, i va obtenir el Premi Municipal de Novel·la el 1995, el premi del Club dels 13 el 1997 i el 1998, el premi del Pen Club Argentí com a "Millor novel·la de l'any" per Cita en Marruecos.
Entre les seves darreres obres es troben La mujer rusa (2004) i El héroe sin nombre (2006), ambientada en els "anys de plom" al país. És autor de l'extraordinari llibre d'assajos El roce de Dante, del 2008. El 2011, va donar a conèixer La vida privada, novel·la "composta d'intencions i percepcions", que es pot llegir en tàndem amb La vida escrita (2014), volum en el qual va reunir anotacions personals i memòries sobre els diferents contextos històrics que va travessar, des de la dictadura militar argentina a la guerra de les Malvines, i des de la vida a l'estranger fins al retorn a l'Argentina democràtica.
El novembre del 2020 va morir a causa de la malaltia terminal que patia, produïda per un càncer de pàncrees.